# Santibáñez de Murias
Santibáñez de Murias (Santibanes de Murias en asturiano y oficialmente) es un lugar perteneciente al concejo asturiano de Aller.
Se encuentra en la parroquia de Murias, a unos 11 km de Moreda de Aller.